# Neues Rathaus (Minden)

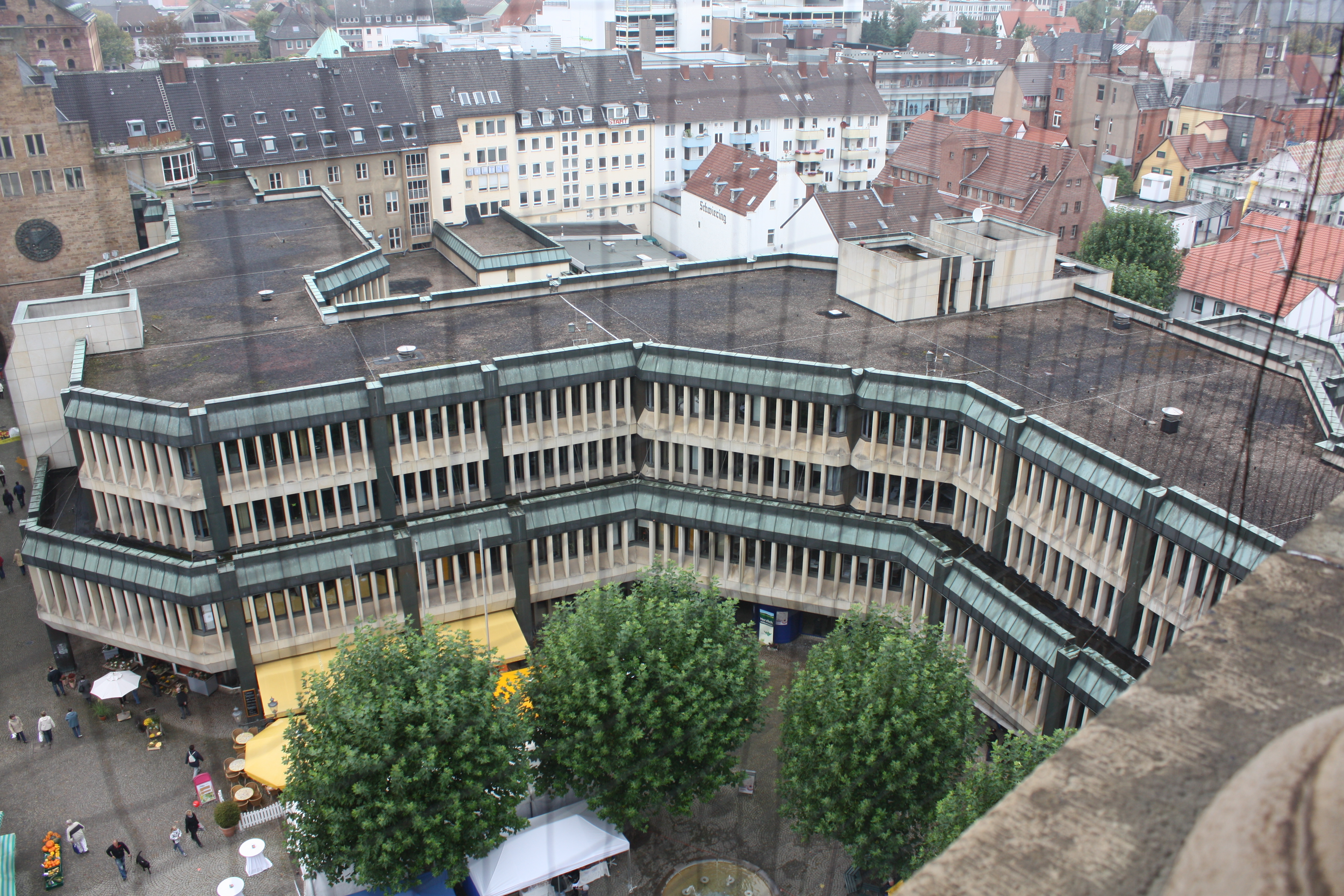
Das neue Rathaus in Minden

Das Neue Rathaus ist ein Rathaus in der ostwestfälischen Stadt Minden und wird auch als Deilmannbau bezeichnet, nach dem Architekten und Erbauer Harald Deilmann. Es wurde 1978 erbaut und steht seit 2017 unter Denkmalschutz.

## Geschichte

### Entwurf und Stadtplanung
Harald Deilmanns beschäftigte sich mit dem Neubau des Mindener Rathauses seit Anfang der 1970er Jahre. Sein Vorentwurf entstand 1974 unter dem Eindruck auch des niederländischen Strukturalismus. Während andere Städte repräsentative Rathäuser bauten, lag hier der Schwerpunkt auf einer Offenheit und Unbestimmtheit der gewählten Lösung im Hinblick auf zukünftige Nutzungsansprüche, aber auch die „die Situation prägenden städtebaulichen und landschaftlichen Bedingungen“. Deilmann schuf ein zurückhaltendes Gebäude, das er so beschreibt: „Zwischen Rathaus und Stadthaus fügt sich das Gebäude unter Verzicht auf besonderen Eigenwert mit der dem Dom zugewandten viergeschossigen Fassade ein, die bewusst ebenmäßig gehalten ist, um keine Konkurrenz zu den historischen Bauwerken entstehen zu lassen.“ Deilmanns Entwurf setzte sich durch die Unterstützung des Stadtdirektors Erwin Niermann durch, obwohl er im Architektenwettbewerb nicht den ersten Preis gewonnen hatte.

### Ausbau und Nutzung
Das neue Rathaus ist eines der wenigen der Zeit mit einer durchgängigen Ladenzeile in der unteren Etage, hier laden Geschäfte zum Flanieren und Einkaufen ein. Erster großer Mieter war Höltke, der mit seinem Baumarkt viele Kunden in die Stadt zog. Nach der Insolvenz des Geschäfts war es sehr schwierig, einen Nachfolger zu finden, das Gebäude wurde in diesem Bereich umgebaut.
Lange wurde der Kleine Domhof zwischen dem alten Rathaus und dem Dom, der nach dem Willen des Architekten mit Platanen bepflanzt wurde, durch das Ratscafe geprägt.
Im großen Eingangsbereich fanden mehrfach Ausstellungen statt.
2017 wurde das Gebäude nach intensiver Diskussion als eines der jüngsten Gebäude der Stadt Minden unter Denkmalschutz gestellt.

### Sanierung
Mit steigendem Sanierungsbedarf verschlechterte sich der Zustand des Hauses zunehmend. Die Stadt plante 2006 daher, das Neue Rathaus abzureißen und durch die Domhof-Galerie zu ersetzen, ein 80 Millionen Euro kostendes Einkaufszentrum, in das auch ein neues Rathaus integriert werden sollte. Dies wurde 2007 mit einem Bürgerbegehren verhindert: 57 Prozent der Teilnehmer an der Abstimmung sprachen sich gegen den Abriss aus.
Danach wurde wenig investiert, die Stadt brachte die Idee der Domhof-Galerie ins Gespräch, doch auch diese Umwidmung in ein Einkaufszentrum misslang.
2016 wurde das Bauwerk und die Platzanlage des Kleinen Domhofes einschließlich der Brunnenanlage und der Skulpturengruppe Die Familie von Ludwig Leitz unter Denkmalschutz gestellt. Die Stadt warb nun Fördermittel zur Sanierung ein. Das Gebäude sowie der gesamte Rathauskomplex wird seit 2018 saniert und soll 2022 neu eröffnet werden.

## Lage

Lage

Das Neue Rathaus verbindet das Alte Rathaus mit der bischöflichen Regierung und ermöglicht eine gemeinsame Nutzung der Gebäude durch die Verwaltung. Dabei wurde der alte Zentrale Omnibusbahnhof der Stadt Minden überbaut und der Busbahnhof nach Süden verlegt. Unter dem Gebäude befindet sich eine Tiefgarage.
Städtebaulich schließt der Gebäuderiegel des Neuen Rathauses den Kleinen Domhof am Mindener Dom nach Norden ab und bildet so einen kleinen belebten Platz; gleichzeitig wird eine architektonische Verbindung zwischen dem alten Rathaus und dem Dom hergestellt.